# Tropicomyia kalanchoes
Tropicomyia kalanchoes är en tvåvingeart som beskrevs av Spencer 1985. Tropicomyia kalanchoes ingår i släktet Tropicomyia och familjen minerarflugor.
Artens utbredningsområde är Kenya. Inga underarter finns listade i Catalogue of Life.